# Robert Wolfgang Schnell
Robert Wolfgang Schnell (Barmen, Alemania, 8 de marzo de 1916 - Berlín, Alemania, 1 de agosto de 1986) era un escritor alemán.

## Biografía
Robert Wolfgang Schnell nació en Barmen, Alemania, a una familia de clase media; su padre era cajero. Estudió música y se ensaño a sí mismo la pintura. Le rechazó los nazis admisión como pintor al Reichskulturkammer. Durante la época Nazi, trabajó como peón y después como técnico de laboratorio, y fue conscripto al departamento del recaudador de impuestos en Mülheim an der Ruhr.

## Obras
- Wahre Wiedergabe der Welt. Lama, München 1961 (=Bücherei Tintenfisch Band 3), ohne ISBN
- Mief, Erzählungen. Luchterhand, Neuwied am Rhein und Berlin 1963, ohne ISBN (1969 als Sonderausgabe bei Luchterhand mit dem Titel Die Farce von den Riesenbrüsten)
- Geisterbahn, Ein Nachschlüssel zum Berliner Leben. Neuwied am Rhein / Berlin 1964, ohne ISBN (1973 als Taschenbuch in der Sammlung Luchterhand 135)
- Muzes Flöte, Gedichte – Erzählungen – Zeichnungen.  Luchterhand, Neuwied am Rhein / Berlin 1966, ohne ISBN (1968 auch als Fischer Taschenbuch 944)
- Erziehung durch Dienstmädchen. Luchterhand, Neuwied am Rhein / Berlin 1968, ohne ISBN (1978 als Taschenbuch in der Sammlung Luchterhand 180)
- Das Leben ist gesichert. Frankfurt a.M. [u. a.] 1968
- Bonko, Ein Bilderbuch für Kinder. Middelhauve, Köln 1969 (zusammen mit Józef Wilkoń)
- Pulle und Pummi, Ein Roman für Kinder. Middelhauve, Köln 1969 (= Middelhauve Kinderbücherei 5), 1972 als dtv 7049 und 1995 als Fischer Taschenbuch 80075
- Junggesellen-Weihnacht, Erzählungen. Luchterhand, Neuwied am Rhein / Berlin 1970, ohne ISBN
- Ein Eisbär in Berlin. Berlin 1973
- Das verwandelte Testament, (Erzählungen). Hammer, Wuppertal 1973, ohne ISBN
- Vier Väter, (mit Zeichnungen des Autors). Eremiten, Düsseldorf 1973, ISBN 3-87365-045-2 (= Broschur 47)
- Des Försters tolle Uhr, Ein Roman für Kinder. Fackelträger, Hannover 1974
- Holger wohnt im Zoo, Ein Roman für Kinder. Middelhauve, Köln 1974 (= Middelhauve Kinderbücherei 10) 1979 als DTV-Taschenbuch 7369
- Eine Tüte Himbeerbonbons, Geschichten. Luchterhand, Darmstadt / Neuwied am Rhein 1976, ISBN 3-472-61208-8 (= Sammlung Luchterhand 208)
- Die heitere Freiheit und Gleichheit, Vier Geschichten von der festen Bindung. Wagenbach, Berlin 1978, ISBN 3-8031-0095-X (= Quartheft 95)
- Rede zur Eröffnung der neuen Buchhandlung Hoffmann. Hoffmann, Eutin 1978 (= Privatdruck)
- Straßenbahn und Kuckucksuhr, Erzählungen. Eulenspiegel, Berlin (DDR) 1979, ohne ISBN
- Triangel eines Fleischers, (Bayreuther Tage). LCB-Edition, Berlin 1981, ISBN 3-920392-74-4 (= LCB-Editionen 64)
- Sind die Bären glücklicher geworden? Fünfzehn Autobiographien. Wagenbach, Berlin 1983, ISBN 3-8031-2098-5 (= Wagenbachs Taschenbücherei 98)
- Der Weg einer Pastorin ins Bordell, Erzählungen. Luchterhand, Darmstadt / Neuwied am Rhein 1984, ISBN 3-472-86589-X
- Der Wagen mit dem Flaschenbier. Polyphem, Berlin 1986

## Traducciones a alemán
- Leo Lionni: Alexander und die Aufziehmaus, Köln 1971
- Leo Lionni: Das größte Haus der Welt, Köln 1969
- Leo Lionni: Im Kaninchengarten, Köln 1976

## Literatura secundaria
- Robert Wolfgang Schnell: Maler, Schriftsteller, Schauspieler. Edition Berlín 750, Berlín 1984
- Robert Wolfgang Schnell zum siebzigsten Geburtstag, Herausgegeben von seinen Freunden. Verlag schwarz auf weiss, Barmen / Bayreuth / Berlín 1986
- Jörg Aufenanger:  Gedenken an den Poeten bei Erbsensuppe und Bier. In: Wuppertaler Zeitung, 20. Dezember 2000.
- Michael Fisch: Bibliographie Robert Wolfgang Schnell. Bielefeld 1999, ISBN 3-89528-262-6 (=Bibliographien zur deutschen Literaturgeschichte, Band 9)
- Hans Albrecht Koch: Bibliographie Robert Wolfgang Schnell. In: Informationsmittel für Bibliotheken 8 (2000) S. 1–4
- Bernt Ture von zur Mühlen: Bibliographien im Aisthesis Verlag: Brinkmann, Heißenbüttel, Piontek und Schnell. In: Börsenblatt für den Deutschen Buchhandel 34, 27. April 2001, S. 247
- Michael Fisch: Autorenporträt. In: Thomas Kraft (Hrsg.): Lexikon der deutschsprachigen Gegenwartsliteratur. Nymphenburger, München 2003, ISBN 3-485-00989-X, S. 1135–1137
- Ralph Gerstenberg: Von der Wupper an die Spree. Ein Berliner Verlag entdeckt die Bücher von Robert Wolfgang Schnell wieder – pünktlich zu seinem 20. Todestag. In: tip, Nr. 16/2006, S. 67
- Ralph Gerstenberg: Boheme und Klassenkampf – Der Schriftsteller Robert Wolfgang Schnell, Interview mit dem Herausgeber Michael Fisch über Leben und Werk von Robert Wolfgang Schnell. In: Deutschlandfunk am 1. August 2006
- Ralph Gerstenberg: Robert Wolfgang Schnell: Das Leben des Heiligen Hermann Katz – Dritter Band der Werkausgabe. In: Deutschlandfunk am 8. August 2006
- Andreas Schäfer: Denken, schreiben, trinken – Wie die Boheme nach Kreuzberg fand.. In: Tagesspiegel, 6. August 2006, S. 27.
- Ole Petras: An den Denkmälern der Zeit – Zu Robert Wolfgang Schnells Gedichtband Erschließung der Wirklichkeit. In: literaturkritik.de 4 (April) 2007 (online-Ausgabe)
- Uwe Eckhardt: Der Schriftsteller und Maler Robert Wolfgang Schnell (1916–1986) und seine Heimatstadt Wuppertal. Anmerkungen und Materialien. In: Geschichte im Wuppertal 21 (2012), S. 91–110.